# Kapusta właściwa polna
Kapusta właściwa polna, kapusta polna, brzoskiew – podgatunek kapusty właściwej (Brassica rapa L. subsp. campestris). Obszar rodzimego jej występowania to Afryka Północna (Algieria, Maroko, Tunezja, Libia), rozprzestrzeniła się też w Europie i Azji. W Polsce archeofit.

## Morfologia
ŁodygaWysokość do 170 cm. Łodyga jest sztywna, gruba, u dołu drewniejąca, u góry rozgałęziająca się. Na przekroju gąbczasta.
LiścieOdziomkowe – różyczkowe, u dołu łodygi – ogonkowe, pierzastosieczne, w kształcie przypominającym lirę. U góry podłużne, obejmujące łodygę.
KwiatyPromieniste, 4-płatkowe, żółte. Rosną powyżej krótkich, jajowatych pączków.